# Zu schnell für diese Welt
Zu schnell für diese Welt ist ein Jugendroman der deutschen Autorin Martina Wildner, erschienen im März 2025 im Beltz & Gelberg Verlag. Im Zentrum stehen Jay, ein Lauftalent, und Dennis, die beide in einem Leichtathletik-Verein aktiv sind. Der Roman thematisiert den Leistungsdruck im Jugendalter, Selbstzweifel und die Bedeutung von Freundschaft.

## Inhalt
Jay und Dennis sind Freunde, sie wohnen im selben Haus und verbringen ihre Freizeit häufig auf den Abstellgleisen eines Güterbahnhofs. Als sie in einen Sportverein eintreten, stellt sich heraus, dass Jay ein großes Lauftalent ist. Schnell, fokussiert, ehrgeizig – bis er plötzlich nicht mehr zum Training kommt.
Dennis beobachtet, wie Jay sich immer mehr aus der Trainingsgruppe zurückzieht, nicht mehr über den Sport sprechen will und immer öfter alleine ist. Getrieben von Sorge und Neugier versucht Dennis herauszufinden, was mit Jay los ist – und begibt sich dabei auf eine Suche nach dessen Problemen, Ängsten und Zweifeln, den Fragen, die Jugendliche beschäftigen: Was bedeutet es, Leistung zu bringen? Wann ist man „zu schnell“ für diese Welt – und warum?

## Form und Stil
Erzählt wird die Geschichte von Jay und seinen Problemen aus der Perspektive des Ich-Erzählers Dennis.
Der Erzählweise ist introspektiv: Die Gedanken, Unsicherheiten und Gefühle der Jugendlichen stehen im Mittelpunkt. Wildner gelingt es, große Themen in einer kompakten, unaufgeregten Form darzustellen, ohne moralisch zu wirken. Dialoge wirken authentisch, und auch die sportliche Umgebung wird realistisch dargestellt
.

## Kritik
Anna Nowaczyk von der Frankfurter Allgemeinen Zeitung schreibt dem Buch eine im Ganzen positive Kritik. Wildner teile ihre Figuren nicht in Gut und Böse, sondern verleihe jeder von ihnen Tiefe.  Leider aber würden ihre Geschichten nur angedeutet, „fast wünscht man sich ein paar Seiten hinzu, um ihnen Raum zu geben. So jedoch bleiben sie etwas unvollständig auf der Strecke.“
„Zu schnell für diese Welt“ gehört zur zeitgenössischen realistischen Jugendliteratur. Es steht in einer Reihe mit anderen Werken, die sich mit sportlichem Ehrgeiz, Identität und psychischer Belastung im Jugendalter beschäftigen – vergleichbar etwa mit Romanen wie „Erebos“ von Ursula Poznanski (in Hinblick auf innere Spannungen) oder „Königin des Sprungturms“, einem früheren Werk Wildners.

## Ausgabe
- Zu schnell für diese Welt. Illustration Bea Davies. Beltz & Gelberg, Weinheim 2015. ISBN 978-3-407-75970-2